# آرامگاه درویش رستم
بقعه درویش رستم مربوط به سدهٔ ۱۰ ه.ق است و در شهرستان نوشهر، بخش کجور، روستای اتاق سرا واقع شده و این اثر در تاریخ ۱۰ خرداد ۱۳۸۲ با شمارهٔ ثبت ۸۷۸۷ به‌عنوان یکی از آثار ملی ایران به ثبت رسیده‌است.